# Lichas

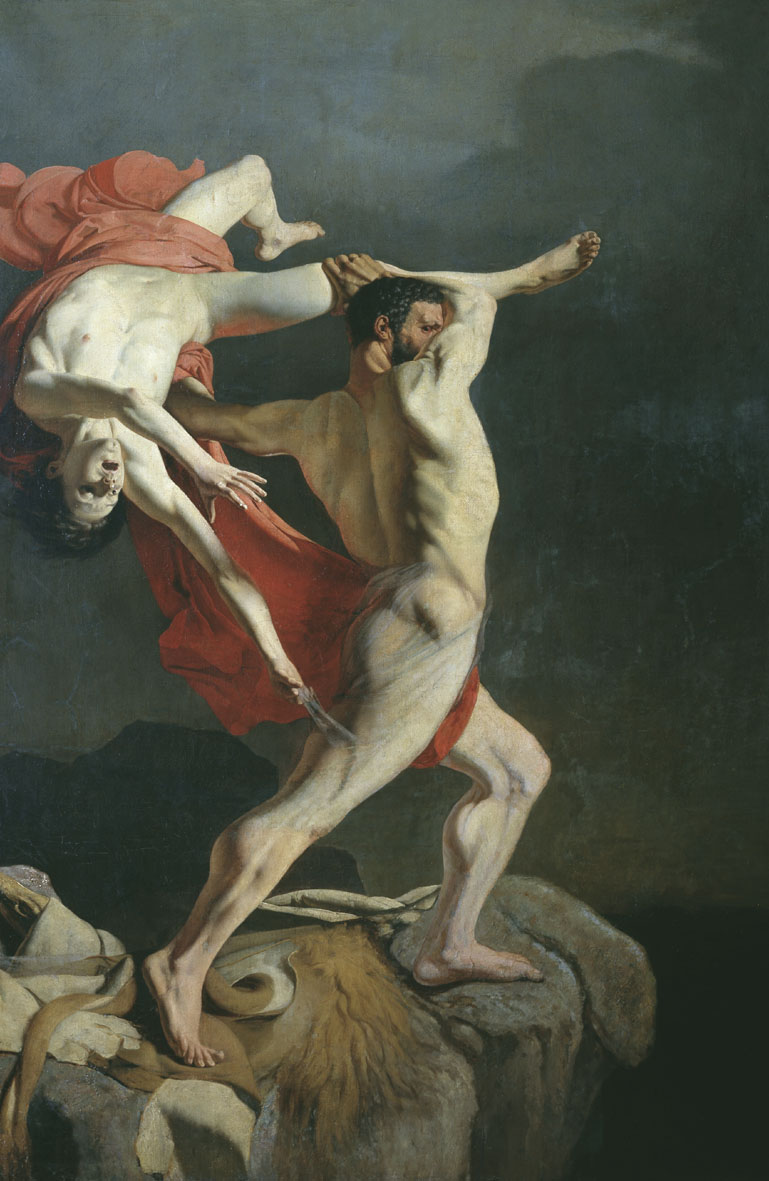
Hercules và Lichas (Pavel Sorokin, 1849).

Trong thần thoại Hy Lạp, Lichas (/ˈlaɪkəs/ LY-kəs; tiếng Hy Lạp cổ: Λίχας) là người hầu của anh hùng Heracles. Nhậm nhiệm vụ mà Deianira, vợ Heracles giao cho, Lichas mang chiếc áo tẩm độc của Nessus đưa tới tay Heracles vì cơn ghen của Deianira đối với Iole, người mà Heracles đang có cảm tình. Tin lời Nessus nói dối, Deianira tưởng rằng máu của Nessus sẽ giúp cho chồng cô mãi mãi chung thủy với cô. Thế nhưng, máu độc của nhân mã trong chiếc áo đã giết chết Heracles.

## Thần thoại
Lichas mang đến cho chủ nhân của mình chiếc áo choàng lông sư tử Nemean đã bị tẩm độc. Chiếc áo đốt chát da thịt của Heracles, dày vò anh trong nỗi đau đớn khủng khiếp. Tìm thấy Lichas đang sợ hãi trốn sau một tảng đá, Heracles đã nổi điên trừng phạt Lichas bằng cách ném anh ta xuống biển, nơi có  quần đảo Lichadian, giữa biển Euboea và bờ biển Locris. Quần đảo này được cho là đặt tên theo tên của Lichas. Câu chuyện này được kể lại trong vở bi kịch  Những người phụ nữ thành Trachis của Sophocles và tác phẩm Metamorphoses của Ovid.

## Trưng bày

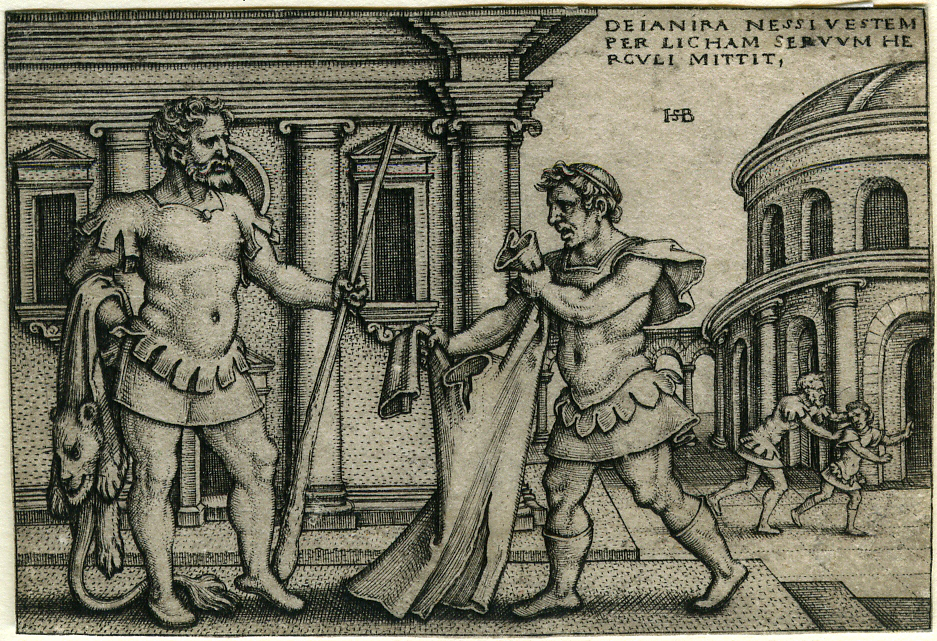
Lichas mang chiếc áo tẩm máu độc của Nessus tới cho Hercules, tranh của Hans Sebald Beham về "Mười hai kỳ công của Hercules" (1542–1548)
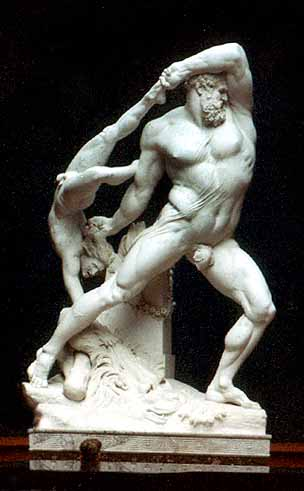
Hercules và Lichas (1795), tượng của Antonio Canova
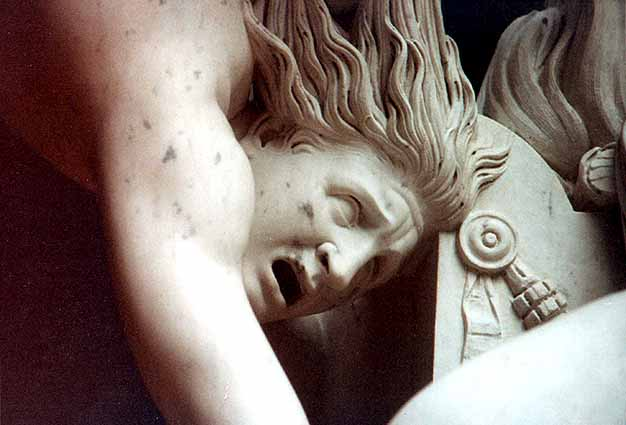
Một chi tiết trên bức tượng Hercules và Lichas của Antonio Canova (1795)